# Child in Time
„Child in Time” este un cântec interpretat de formația engleză de muzică rock Deep Purple. Face parte de pe albumul Deep Purple in Rock. Este un cântec de protest împotriva Războiului din Vietnam.

## Legături externe
- Versurile complete ale acestei piese pe MetroLyrics